# Bazylika Matki Boskiej Królowej Męczenników w Bydgoszczy

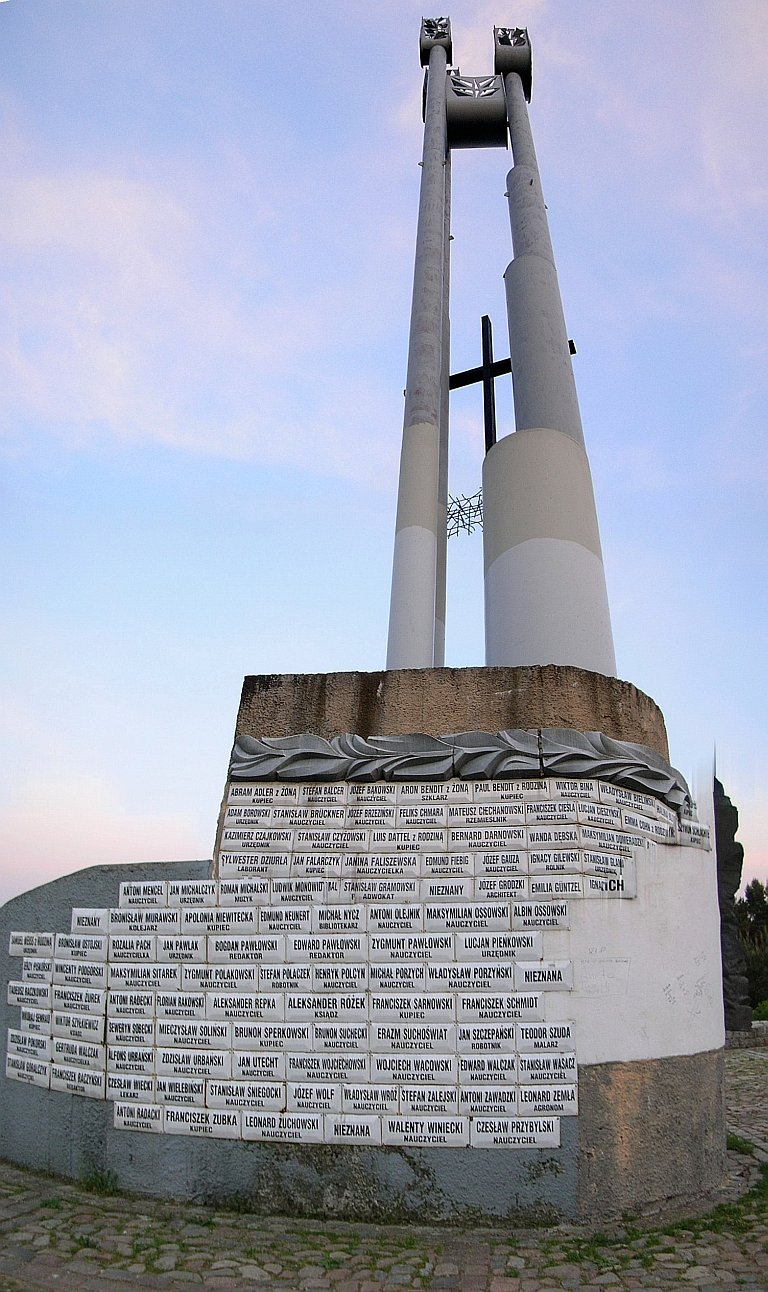
Pomnik nad Doliną

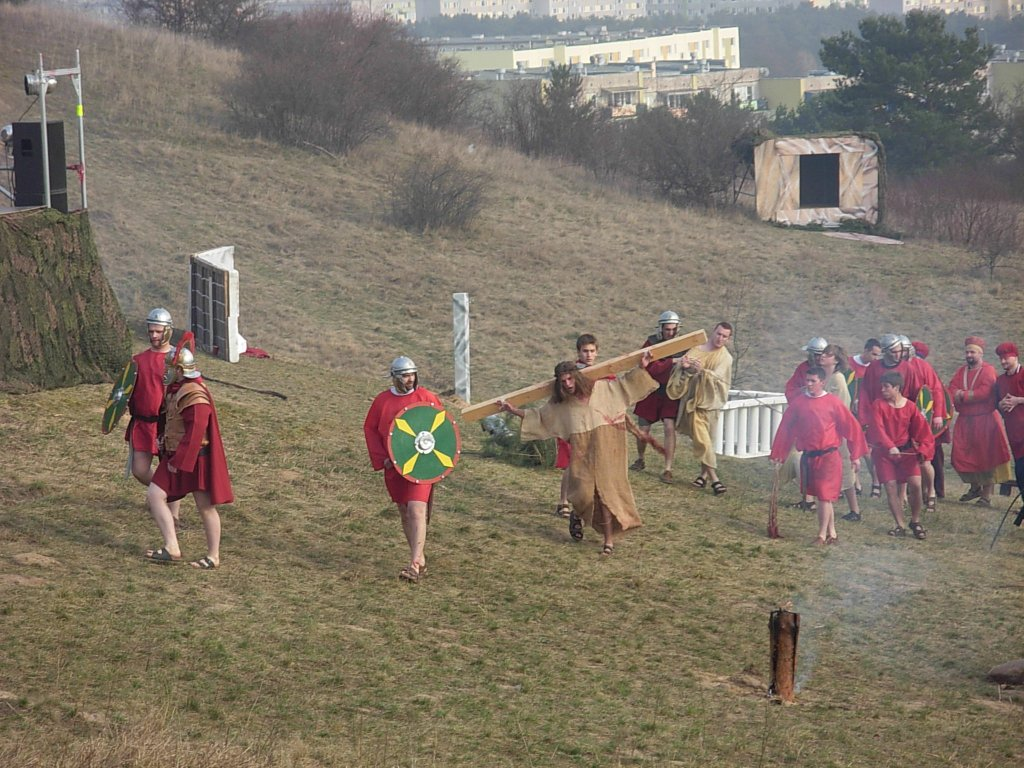
Misterium męki Pańskiej (2009)

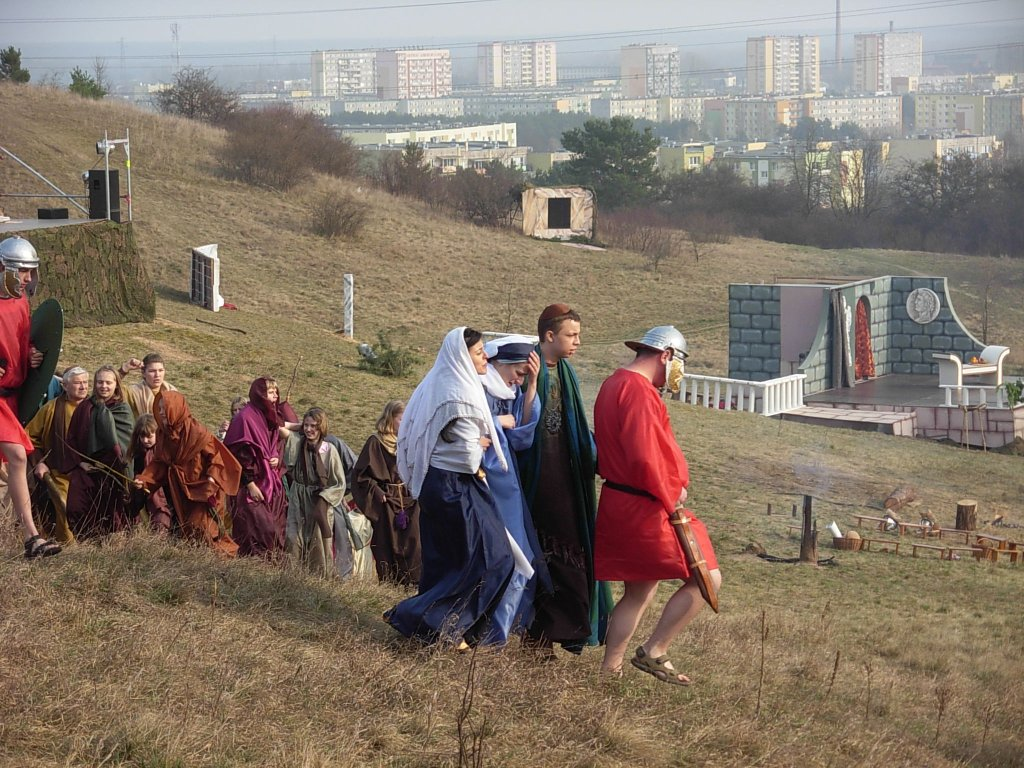
Misterium

Bazylika Najświętszej Maryi Panny Królowej Męczenników i Świętego Jana Pawła II Papieża w Bydgoszczy – kościół położony w Bydgoszczy, którego patronem jest Matka Boża Królowa Męczenników, a od 2024 roku również Święty Jan Paweł II. Od 2008 stanowi część Sanktuarium Królowej Męczenników, Kalwaria bydgoska – Golgota XX wieku.

## Położenie
Bazylika znajduje się przy ul. Bołtucia, na granicy osiedla Bohaterów i Przylesia w bydgoskiej dzielnicy Fordon. Zbudowano go tuż przy drodze prowadzącej do Doliny Śmierci – miejsca kaźni ok. 1,2 tys. osób (w tym 400 Żydów), ofiar hitlerowskiego terroru, głównie inteligencji z Bydgoszczy i okolic. Od strony północnej do świątyni przylega bogate krajobrazowo Zbocze Fordońskie, w którym wytyczono szlak turystyczny im. ks. Z. Trybowskiego – pierwszego proboszcza i budowniczego kościoła i parafii.

## Historia
Starania o budowę kościoła sięgają początku lat 80. XX wieku, po zapoczątkowaniu budowy nowej dzielnicy mieszkaniowej Bydgoszczy planowanej na 80 tys. osób
Parafię erygował biskup Marian Przykucki – ordynariusz chełmiński z dniem 7 października 1983
Była to pierwsza parafia na terenie „Nowego Fordonu”, która do 1985 r. skupiała wszystkich nowych mieszkańców rozrastającej się dzielnicy.
Do roku 1991 użytkowano tymczasową, murowaną kaplicę, po czym nabożeństwa przeniesiono do nowo wybudowanego kościoła. Świątynię wzniesiono w latach 1987–1991, a jej konsekracja przez arcybiskupa Henryka Muszyńskiego odbyła się w rocznicę dziesięciolecia parafii 7 października 1993. W latach 1986–1988 oddano do użytku również dom katechetyczny z plebanią.
W 1992 po reformie administracyjnej kościoła, jaką przeprowadził Jan Paweł II, wszystkie sześć parafii fordońskich, w tym Matki Boskiej Królowej Męczenników zmieniły przynależność diecezjalną: z diecezji chełmińskiej do gnieźnieńskiej, w której od XVIII w. znajdowały się pozostałe parafie na terenie miasta Bydgoszczy.
Proces budowy kościoła został zakończony w 1994, kiedy arcybiskup Henryk Muszyński poświęcił kaplicę Chrystusa Ukrzyżowanego i Zmartwychwstałego. Odtąd działania twórcze i budowlane dotyczyły w coraz większym stopniu otoczenia świątyni, zwłaszcza wykorzystania Doliny Śmierci i postawionego tam pomnika do uroczystości religijnych i patriotycznych.
Świątynia ma od lat wyrazisty charakter. To naturalne miejsce spotkań kombatantów, rodzin poległych podczas II wojny światowej, osób, którym bliska jest tematyka martyrologii. Gromadzi też setki młodych, dzięki prężnej działalności Fundacji Wiatrak. W 2000 rozpoczęto budowę w sąsiedztwie kościoła Domu Jubileuszowego Centrum Kultury Katolickiej „Wiatrak”. Od 2001 z udziałem wspólnot z parafii organizowane jest misterium męki Pańskiej w Bydgoszczy.
Kościół, parafia, sanktuarium wraz z Doliną Śmierci, Kalwarią Bydgoską, Domem Jubileuszowym, fundacją „Wiatrak” oraz duszpasterstwem akademickim „Martyria” stanowi obecnie prężne centrum kulturalne i religijne obejmujące nie tylko dzielnicę Fordon, a również całe miasto.
25 marca 2014 biskup Jan Tyrawa ogłosił decyzję Stolicy Apostolskiej o wyniesieniu świątyni do godności bazyliki mniejszej.

## Architektura
Bryła świątyni prezentuje formę współczesną.

### Dzwony
Trzy kościelne dzwony zostały poświęcone 25 kwietnia 1994 przez biskupa Bogdana Wojtusia.

## Proboszczowie parafii
| imię i nazwisko                | daty urzędowania |
| ------------------------------ | ---------------- |
| ks. prał. Zygmunt Trybowski    | 1983–2002        |
| ks. dziekan Przemysław Książek | 2002–2004        |
| ks. prał. Jan Andrzejczak      | 2004 - 2025      |
| ks. Piotr Wachowski            | od 30.08.2025    |

## Dom Kultury Katolickiej „Wiatrak”
Przy parafii istnieje od 1987 r. Duszpasterstwo Akademickie „Martyria”, które jest animatorem wielu wydarzeń (m.in. konkursów, festynów, koncertów) na terenie Bydgoszczy. Nazwa duszpasterstwa (Martyr – z greckiego świadek, męczennik) nawiązuje do miejsca, w którym wyrosło. W 1992 powstała Fundacja „Wiatrak”, która zajmuje się propagowaniem kultury katolickiej oraz organizacją zajęć dla dzieci, młodzieży i dorosłych. W 2000 r. rozpoczęto budowę Domu Jubileuszowego, który mieści odpowiednie zaplecze i infrastrukturę do realizacji urozmaiconych zajęć kulturalnych, edukacyjnych i sportowych dla mieszkańców Bydgoszczy.

## Szlak im. ks. Zygmunta Trybowskiego[5]
W sąsiedztwie świątyni i sanktuarium znajduje się obszar ciekawy pod względem krajobrazowym. Jest to Zbocze Fordońskie wraz z systemem dolinek i wzgórz wyniesionych ok. 50 m ponad fordońskie osiedla. W 2008 wytyczono szlak turystyczny, który wiedzie poprzez fordońskie uroczyska, a którego patronem wybrano ks. Zygmunta Trybowskiego – budowniczego i pierwszego proboszcza parafii, miłośnika „fordońskich górek”, czciciela Doliny Śmierci, pomysłodawcy budowy Kalwarii – Golgoty XX w.
Szlak rozpoczyna się przy grobie ks. Zygmunta Trybowskiego, na terenie Sanktuarium Królowej Męczenników. Następnie wiedzie Doliną Śmierci wzdłuż stacji Drogi Krzyżowej, aż do pomnika. Kolejnym etapem jest droga wiodąca wzdłuż krawędzi Zbocza Fordońskiego aż do narożnego wzgórza zwanego Czarną Górą lub Górą Szybowników. Z kolei szlak wiedzie na północ przecinając dolinki, wzgórza i parowy krawędzi Doliny Dolnej Wisły. Powrót do Sanktuarium następuje ścieżką wiodącą u podnóża zboczy.
Przejście szlaku umożliwia zapoznanie się z walorami krajobrazowymi zboczy Doliny Fordońskiej. Po drodze spotyka się nie tylko liczne doliny, parowy i miejsca widokowe, ale również źródliska, okazałe drzewa (m.in. dąb Napoleona). Kolejnym atutem szlaku jest możliwość zwiedzenia obiektów martyrologii (Dolina Śmierci, groby, Kalwaria) oraz okolicznościowych monumentów (pomnik nad Doliną Śmierci oraz pomnik Ikara upamiętniający fordońską szkołę szybowcową).

## Sanktuarium
7 października 2008 na terenie parafii zostało erygowane sanktuarium Królowej Męczenników, Kalwaria bydgoska – Golgota XX wieku.